# Uloborus pteropus
Uloborus pteropus es una especie de araña araneomorfa del género Uloborus, familia Uloboridae. Fue descrita científicamente por Thorell en 1887.
Habita en Birmania.